# 蕭·克利夫頓

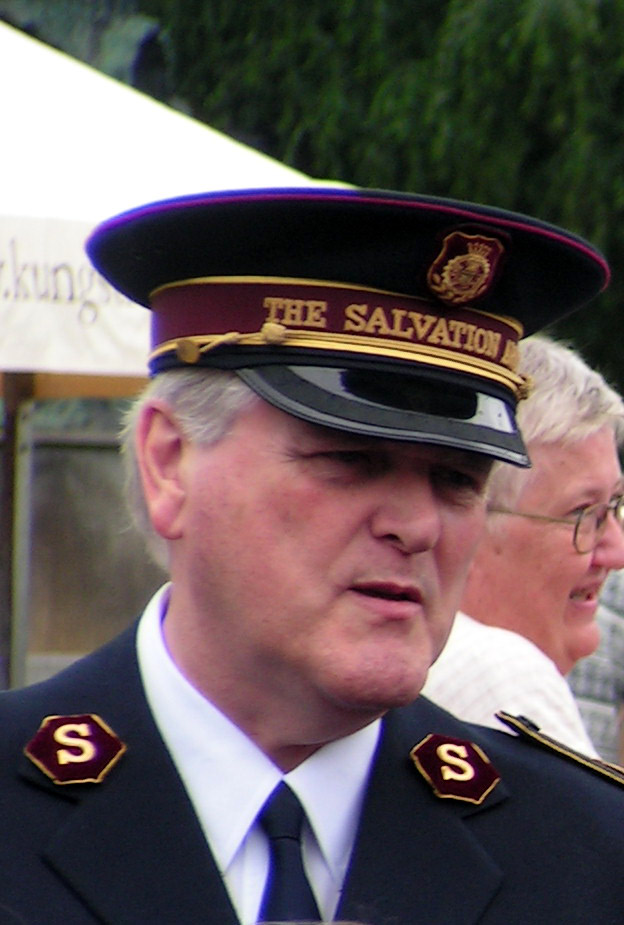
2007年6月的蕭·克利夫頓

蕭·克利夫頓（英語：Shaw Clifton，1945年9月21日—2023年5月29日）是前任的救世軍大將。他在2006年4月2日接下了救世軍第18任大將的職位。

## 職業
蕭在1973年7月5日被正式任命為救世軍的軍官。他的第一個委派是位於英國倫敦北部的一個部隊，於1973年7月。他在1973年10月到了救世軍的萬國總部繼續他對神學上的研究，直到他在1975年1月時和他的妻子，海倫（Helen Clifton），一起被派到非洲的辛巴威。一開始，他是在辛巴威一個村莊中的高級中學工作，後來才被調派到布拉瓦約部隊。
他在1979年回到了英國倫敦，並接下了一個位於倫敦北部一個部隊（Enfield）的工作。1982年的6月，他在萬國總部成為了一個秘書。直到1989年，他又被指派到倫敦南部的一個部隊（Bromley）。1992年5月，他成為了達拉謨和提斯（Tees）區域的指揮官。1995年，他又被調派到美國麻薩諸塞州擔任該區域的指揮官。在那邊的工作使他得到了「上校」的職位。1997年，他以上校的身分到了巴基斯坦區域服事，並於不久後因為當地救世軍的工作發展順利而又晉升了職位。2002年，他成為了紐西蘭、斐濟和東加等地區的總指揮官。
2004年，他回到了英國。在救世軍於2006年1月28日舉行的第16次高峰會議（High Council）時，他成為了第18任救世軍大將的候選人，並於2006年4月2日正式接下了约翰·拉松前救世軍大將的職位。他擔任救世軍大將的職位五年，至2011年由琳達·邦德繼任。
| 前任： 约翰·拉松 | 救世軍大將 2006-2011 | 繼任： 琳達·邦德 |